# Музей Женевского озера
Музей Женевского озера (фр. Musée du Léman) — музей в городе Ньон (Швейцария). Создан в 1954 р. учителем Эдгаром Пелише (фр. Edgar Pelichet).

## Экспозиция
В музее расположены аквариумы, модели кораблей, документы, другие экспонаты и художественная коллекция.
Общая площадь постоянных и временных экспозиций около 1000 м². В музее есть экспозиции, посвящённые традиционным парусным баркам Женевского озера (модели, изображения) и пароходам компании CGN (детали, механизмы, реконструкции помещений). 
Одна из постоянных экспозиций посвящена угрозе возникновения цунами на озере, что обусловлено его геологией. Результаты исследований свидетельствуют, что озеро пережило минимум пять таких катастроф, самая древняя из которых произошла около 3750 лет назад, а последняя случилась в 1584 г.

## Галерея
- Машинный зал судна компании CGN
- Украшения кораблей
- Аквариумы
- Карпы в аквариуме